# Tharpyna munda
Tharpyna munda là một loài nhện trong họ Thomisidae.
Loài này thuộc chi Tharpyna. Tharpyna munda được Ludwig Carl Christian Koch miêu tả năm 1875.